# Confine tra Iraq e Kuwait
Il confine tra l'Iraq e il Kuwait è lungo 254 km e parte dal triplice confine con l'Arabia Saudita a ovest fino alla costa del Golfo Persico a est.

## Descrizione
Il confine inizia a ovest al triplice confine saudita sul Wadi Al-Batin, e poi segue questo wadi mentre scorre verso nord-est. Il confine poi vira a est, seguendo una linea retta per 32 km, prima di un'altra linea retta che vira a sud-est per 26 km, terminando sulla costa all'incrocio tra il Khawr Abd Allah e altri due fiumi di fronte all'isola di Hajjam.

## Storia
Storicamente non c'era un confine chiaramente definito in questa parte della penisola arabica. All'inizio del XX secolo l'Impero ottomano controllava quello che oggi è l'Iraq mentre Gran Bretagna controllava il Kuwait come protettorato. La Gran Bretagna e l'Impero Ottomano divisero in linea teorica le loro sfere di influenza attraverso le cosiddette linee 'blu' e 'viola' nel 1913-14, con le quali gli ottomani riconobbero le rivendicazioni britanniche sul Kuwait, separata dalla Mesopotamia ottomana lungo il Wadi Al-Batin (la cosiddetta 'linea verde', vedi mappa a destra).

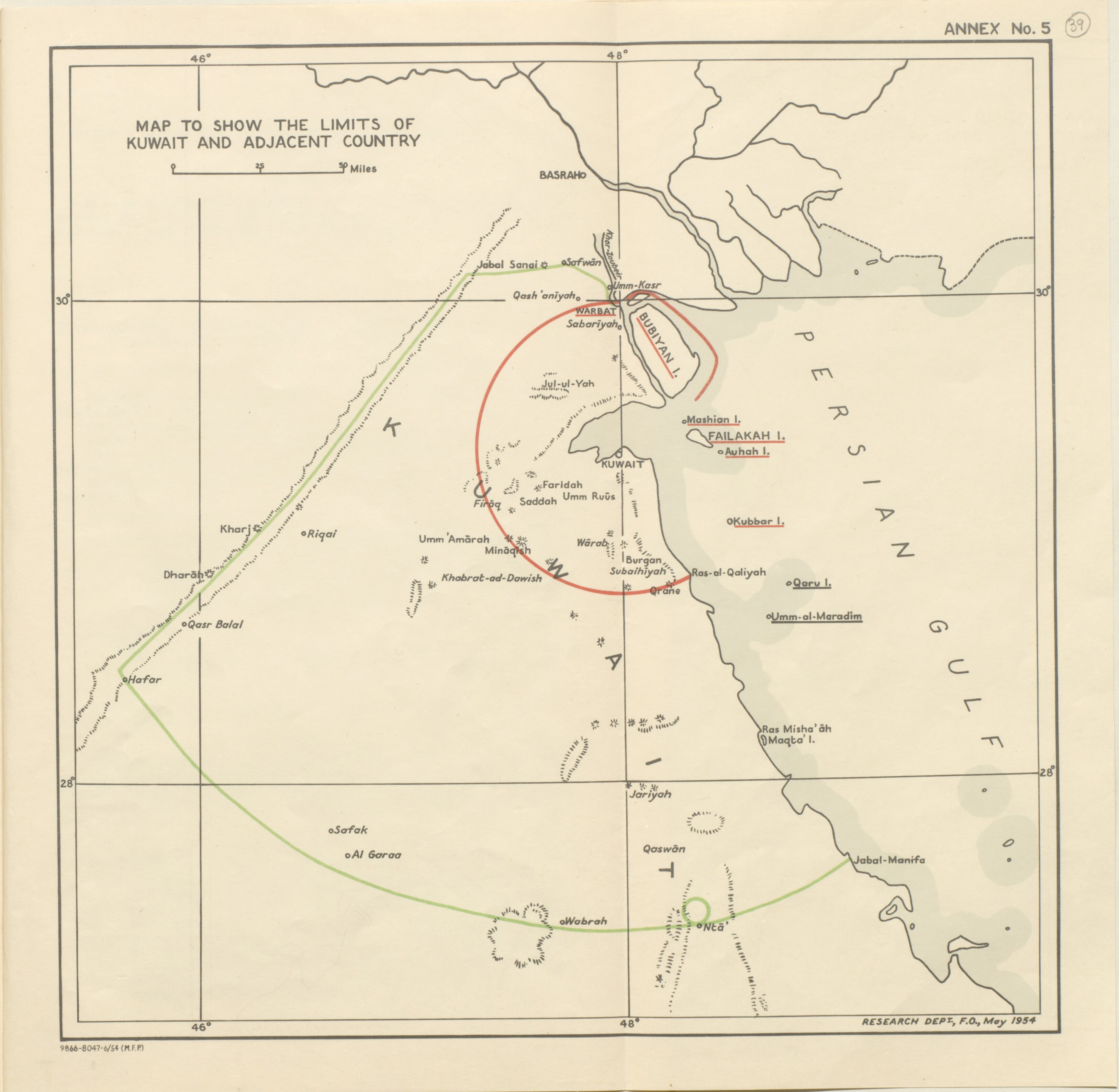
Mappa con i confini del cerchio rosso e del cerchio verde secondo la Convenzione anglo-ottomana del 1913

Durante la prima guerra mondiale una rivolta araba, sostenuta dalla Gran Bretagna, riuscì a rimuovere gli ottomani dalla gran parte del Medio Oriente. Come risultato dell'accordo segreto anglo-francese Sykes-Picot del 1916, la Gran Bretagna ottenne il controllo dei Vilayets ottomani di Mosul, Baghdad e Bassora, riorganizzati nel mandato dell'Iraq nel 1920. Nel 1932, l'anno in cui l'Iraq ottenne l'indipendenza, la Gran Bretagna confermò che il confine tra l'Iraq e il Kuwait sarebbe passato lungo il Wadi Al-Batin, oltre a riconoscere la sovranità kuwaitiana delle isole Būbiyān e Warbah, sebbene il preciso posizionamento della linea retta settentrionale dei segmenti vicino a Safwan rimasero imprecisi.
Il Kuwait ottenne l'indipendenza nel 1962, anche se l'Iraq inizialmente rifiutò di riconoscere il paese poiché lo rivendicava come parte dell'Iraq; in seguito fece marcia indietro dopo una prova di forza della Gran Bretagna e della Lega araba a sostegno del Kuwait. Un trattato di amicizia venne firmato nel 1963 con il quale l'Iraq riconobbe il confine del 1932. Nonostante ciò, nel decennio successivo, l'Iraq sollevò spesso la questione dell'accesso al mare e la propria tradizionale rivendicazione del Kuwait, in particolare nel 1973 con alcuni scontri al confine di Samita nel 1973.
Nel 1990 l'Iraq invase e tentò di annettere il Kuwait, facendo scoppiare la guerra del Golfo con la quale fu ripristinata la sovranità del Kuwait. Nel luglio 1992 la questione della demarcazione del confine venne deferita alle Nazioni Unite, che mapparono accuratamente il confine e per poi delimitandolo sul terreno, seguendo la linea del 1932 con alcuni piccoli aggiustamenti. Il confine fu accettato dal Kuwait ma non dall'Iraq.
La missione di osservazione Iraq-Kuwait delle Nazioni Unite ha monitorato il confine durante il periodo 1991-2003. Le relazioni tra i due stati sono migliorate dalla caduta di Saddam Hussein nel 2003.

### Barriera
La barriera tra l'Iraq e il Kuwait (in arabo حدود العراق-الكويت‎? Hudud al-'Irāq-al-Kuwayt) è lunga 120 miglia (190 km) ed è una recinzione di confine che si estende per 6 miglia (9,7 km) in Iraq e 3 miglia (4,8 km) in Kuwait, e attraversa l'intera lunghezza del loro confine reciproco dall'Arabia Saudita al Golfo Persico. Costruito su autorizzazione del Consiglio di sicurezza delle Nazioni Unite, il suo scopo dichiarato è quello di fermare una reinvasione del Kuwait da parte dell'Iraq.
La barriera di confine, fatta di recinzioni elettrificate e filo spinato, è sorvegliato da centinaia di soldati, diverse motovedette ed elicotteri. La costruzione della barriera è iniziata nel 1991.
Nel gennaio 2004, il Kuwait ha deciso di installare una nuova barriera di ferro lungo il confine di 217 km. Si stima che la barriera sia costata 28 milioni di dollari; sono state costruite anche strade per facilitare i movimenti di sicurezza alle frontiere.

## Insediamenti vicino al confine

### Iraq
- Safwan
- Umm Qasr